# Đại học Nghệ thuật Osaka
Đại học Nghệ thuật Osaka (tiếng Nhật: 大阪芸術大学 Ōsaka Geijūtsu Daigaku) là một trường đại học nghệ thuật tư thục tại Kanan, Quận Minamikawachi, Tỉnh Osaka, Nhật Bản. Trường được thành lập năm 1945 với tên Hirano English Cram School (平野英学塾 Hirano Eigakujuku), được đổi tên thành Trường Mỹ thuật Osaka (大阪美術学校 Ōsaka Bijutsu Gakkō) vào năm 1957, và sau đó là Đại học Nghệ thuật Naniwa (浪速芸術大学 Naniwa Geijutsu Daigaku) năm 1964. Trường có tên như ngày nay vào năm 1966.

## Các cựu sinh viên nổi tiếng
- Takami Akai
- Koji Ishikawa
- Masahiko Minami
- Ramo Nakajima
- Ai Otsuka (Junior college part)
- Masamune Shirow
- Issei Suda
- Fumito Ueda
- Kentarō Yano, nghệ sĩ manga